# Anarta rupestralis
Anarta rupestralis är en fjärilsart som beskrevs av Jacob Hübner 1827. Anarta rupestralis ingår i släktet Anarta och familjen nattflyn. Inga underarter finns listade i Catalogue of Life.